# 1958 en Alberta
Chronologie de l'Alberta
- 1954
- 1955
- 1956
- 1957
- 1958
- 1959
- 1960
- 1961
- 1962

Cette page concerne des événements qui se sont produits durant l'année 1958 dans la province canadienne de l'Alberta.

## Politique
- Premier ministre :   Ernest Manning du Crédit social
- Chef de l'Opposition :  	James Harper Prowse
- Lieutenant-gouverneur :  John James Bowlen.
- Législature :

## Naissances
- 25 janvier : Peter Watts, né à Calgary, écrivain canadien de science-fiction.
- 28 janvier : Stanley Phillip Smyl (né à Glendon); joueur professionnel canadien de hockey sur glace[1]. Son numéro fut retiré par les Canucks de Vancouver.
- 5 avril : Susan Estelle Sloan, née le 5 avril 1958 à Stettler, nageuse canadienne.
- 11 avril : James Edward Nill (né à Hanna), joueur professionnel canadien de hockey sur glace devenu dirigeant. Il évoluait au poste d'ailier droit[2].
- 9 mai : Graham Smith, nageur canadien né à Edmonton. Il est le frère de Becky Smith.
- 24 mai : Billy Chow, de son vrai nom Chow Bei-lei (周比利, né à Calgary), aussi crédité sous le nom de Billy Chau, acteur, kickboxeur, artiste martial et entrepreneur hongkongais, également praticien de boxe et de muay thai. Ancien champion du monde WCA poids super mi-moyens de kickboxing, Chow est peut-être surtout connu du grand public pour son rôle du général Fujita dans Fist of Legend (1994) et pour celui de Wong dans Tai Chi Boxer (en) (1996).
- 6 juin : Wayne Babych (né à Edmonton), joueur professionnel canadien de hockey sur glace. Il évoluait au poste d'ailier droit[3].
- 19 août : Darryl Sutter (né à Viking), joueur de hockey sur glace professionnel Canadien devenu entraîneur. Il a 5 frères hockeyeurs, Duane, Brent, les jumeaux Ron et Rich et Brian.
- 9 septembre : Shaun Johnston, né à Ponoka[4], acteur, réalisateur et comédien de théâtre canadien.
- 17 septembre : Monte Solberg (né à Calgary), homme politique canadien, représentant la circonscription de Medicine Hat à la Chambre des communes du Canada sous la bannière du Parti conservateur du Canada. Il est ministre des Ressources humaines et du Développement social depuis janvier 2007.
- 24 septembre : Barbara Lynne Clark, née  à Coronation, nageuse canadienne.
- 30 octobre : Ric Suggitt, dit  Sluggo, né à Edmonton et mort le 27 juin 2017 à Calgary[5], est un entraîneur de rugby à XV canadien qui a entraîné l'équipe du Canada de rugby à XV de 2004 à 2007.
- 10 décembre : David-Paul Grove, ou parfois Buck,  acteur canadien né à Calgary. Il est surtout connu pour son travail de doublage et pour son rôle du nain Prof dans la série Once Upon a Time.